# Indarbela quadrinotata
Indarbela quadrinotata is een vlinder uit de familie van de Metarbelidae. De wetenschappelijke naam van de soort is voor het eerst gepubliceerd in 1856 door Francis Walker.
De soort komt voor in India en Sri Lanka.